# 대한민국 형사소송법 제167조
대한민국 형사소송법 제167조는 수명법관, 수탁판사에 대한 형사소송법의 조문이다.

## 조문
제167조(수명법관, 수탁판사) ① 법원은 합의부원에게 법정 외의 증인신문을 명할 수 있고 또는 증인 현재지의 지방법원판사에게 그 신문을 촉탁할 수 있다.
②수탁판사는 증인이 관할구역 내에 현재하지 아니한 때에는 그 현재지의 지방법원판사에게 전촉할 수 있다.
③수명법관 또는 수탁판사는 증인의 신문에 관하여 법원 또는 재판장에 속한 처분을 할 수 있다.

第167條(受命法官, 受託判事) ① 法院은 合議部員에게 法廷 外의 證人訊問을 命할 수 있고 또는 證人 現在地의 地方法院判事에게 그 訊問을 囑託할 수 있다.
②受託判事는 證人이 管轄區域 內에 現在하지 아니한 때에는 그 現在地의 地方法院判事에게 轉囑할 수 있다.
③受命法官 또는 受託判事는 證人의 訊問에 關하여 法院 또는 裁判長에 屬한 處分을 할 수 있다.

## 참고 문헌
- 손동권 신이철, 새로운 형사소송법(초판, 2013), 세창, 2013. ISBN 9788984114081